# Marina av Grekland
Prinsessan Marina, hertiginna av Kent, född Prinsessan Marina av Grekland och Danmark den 13 december 1906 i Aten, död 27 augusti 1968 på Kensington Palace i London, var en grekisk och brittisk prinsessa.

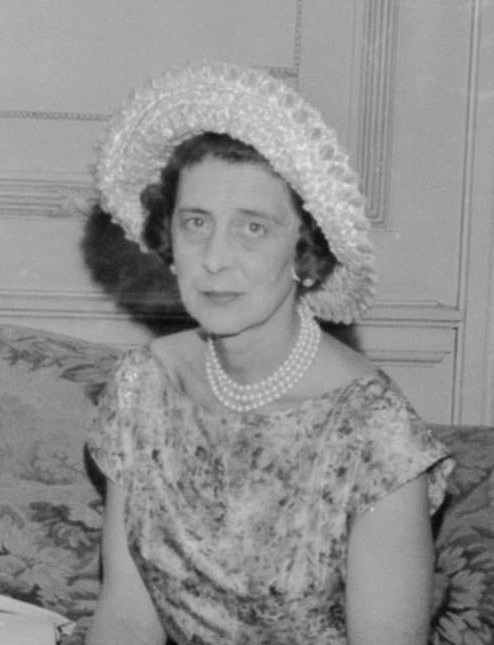
Prinsessan Marina i Brasilien 1960.

## Biografi
Marina var dotter till prins Nikolaos av Grekland och Danmark och storfurstinnan Helena Vladimirovna av Ryssland. Marina lämnade Grekland vid elva års ålder, då monarkin avskaffades för första gången år 1917. Därefter bodde hon i exil med sin familj i Paris fram till sitt äktenskap.
Marina gifte sig 29 november 1934 i Westminster Abbey med prins Georg av Storbritannien och Irland, hertig av Kent. Paret Kent fick tre barn:
- Edward, 2:e hertig av Kent, född 1935
- Prinsessan Alexandra av Storbritannien, född 1936
- Michael av Kent, född 1942

Efter att hon blev änka 1942 fortsatte hon att ägna sig åt ett stort antal representationsuppdrag. Hon representerade monarken vid Ghanas självständighetsförklaring 1957 och Botswanas självständighetsförklaring 1966.

## Utmärkelser
- Dame med storkors av Brittiska imperieorden
- Dame med storkors av Victoriaorden
- Indiska kronorden

[Redigera Wikidata]